# Emiliano Ibarra
Emiliano David Ibarra (Carcarañá, 20 januari 1982) is een Argentijns wielrenner die anno 2018 rijdt voor Sindicato de Empleados Públicos de San Juan.

## Carrière
In 2018 werd Ibarra nationaal kampioen tijdrijden, na de twee voorgaande jaren telkens als tweede te zijn geëindigd.

## Overwinningen
2018
 Argentijns kampioen tijdrijden, Elite

## Ploegen
- 2016 –  Sindicato de Empleados Públicos de San Juan
- 2017 –  Sindicato de Empleados Públicos de San Juan
- 2018 –  Sindicato de Empleados Públicos de San Juan

Álvarez · Barrientos · Biondo · Díaz · Dotti · Ibarra · Javier · Muller · Najar · Olmos · Pérez · Quiroga · Rodríguez · Silva · Toloza